# Marian Simion
Marian Simion (* 14. září 1975 Bukurešť) je bývalý rumunský boxer romské národnosti. Byl členem klubu Dinamo bukurešť. Na olympiádě startoval v boxu také jeho mladší bratr Dorel Simion. 
V roce 1996 získal ve velterové váze stříbrnou medaili na amatérském mistrovství Evropy v boxu a bronz na olympijských hrách. Na Mistrovství světa v boxu skončil v roce 1997 v semifinále a pak vyhrál Memoriál Felikse Stamma v Polsku. V roce 1998 přivezl bronzovou medaili z evropského šampionátu a o rok později se stal v Houstonu mistrem světa Mezinárodní boxerské asociace v lehkotěžké váze. Na olympiádě 2000 postoupil v této hmotnostní kategorii do finále, kde podlehl na body Jermachanu Ibraimovovi z Kazachstánu. V roce 2001 získal stříbro na Hrách dobré vůle a na mistrovství světa a v následujícím roce byl semifinalistou evropského šampionátu. V roce 2004 vyhrál boxerské mistrovství Evropské unie a startoval naposled na olympiádě, kde ho v prvním kole střední váhy vyřadil Egypťan Ramadán Jásir.
Byl mu udělen Národní řád za věrnou službu a čestné občanství Bukurešti. Po ukončení kariéry pracoval u policie a trénoval mladé boxery, v roce 2016 neúspěšně kandidoval na předsedu Rumunské boxerské asociace.